# Ensar Baykan
Ensar Enes Baykan (* 22. Januar 1992 in Steinheim) ist ein türkischer ehemaliger Fußballspieler, der auch die deutsche Staatsangehörigkeit besitzt.

## Werdegang
Ensar Baykan begann seine Fußballkarriere beim Borussia Dortmund und wechselte später zum SC Verl. Im Jahre 2008 wechselte Baykan zu Arminia Bielefeld, wo er in der U-17- und A-Junioren-Bundesliga eingesetzt wurde. Am 20. August 2010 debütierte Baykan in der ersten Mannschaft beim Zweitligaauswärtsspiel beim FSV Frankfurt. Im Januar 2011 wurde Baykan aufgrund des großen Kaders der Profimannschaft in die A-Jugend der Arminia zurückversetzt. Zur Saison 2011/12 kehrte Baykan zu Borussia Dortmund zurück und wird dort in der zweiten Mannschaft eingesetzt.
Zur Saison 2013/14 wechselte Baykan zu Dardanelspor. Nach zweieinhalb Jahren wechselte er zum Zweitligisten Şanlıurfaspor. Ohne einen Ligaeinsatz für diesen Verein absolviert zu haben, verließ er diesen wieder im Sommer 2016. Im Anschluss schloss er sich Sariyer SK an. 2017 wechselte Baykan zu Fethiyespor. Zwei Jahre später beendete er seine Karriere.
Baykan nahm im Jahre 2009 mit der Türkei an der U-17-Weltmeisterschaft teil und erreichte mit seiner Mannschaft das Viertelfinale. Danach spielte er auch noch für die U-18.